# Congo United Football Club
Le Congo United Football Club est un club kenyan de football basé à Mombasa.

## Palmarès
- Coupe du Kenya
  - Finaliste : 2009